# Elevador telescópico
El elevador telescópico muchas veces también se suele llamar elevador montamuebles.

## ¿Qué es y para qué sirve?
Un elevador telescópico es una máquina que se utiliza para subir (o bajar) cargas a plantas superiores de edificios. Estas cargas suelen ser tan voluminosas y pesadas que resulta o bien muy difícil o bien muy fatigoso subirlas (o bajarlas) a mano.
Al contrario que las carretillas, grúas u otras herramientas para subir cargas y levantar peso este tipo de elevadores está especializado en
- el levantamiento de cargas en el exterior,
- desde (o hasta) el suelo,
- la colocación fácil de la carga sin la necesidad de utilizar embalajes, cuerdas, paletas, etc.
- y la entrega (o recogida) de la carga por las ventanas, balcones, terrazas o tejados de edificios.
No está construido para abastecer estanterías de almacenes ni tampoco para transportar personas.
Así que el elevador telescópico va reemplazando el duro y monótono trabajo de mudanceros, que suben (y bajan) muebles a mano, y de otros profesionales cuyo trabajo comprende la subida (bajada) y entrega de cargas a plantas y pisos. Con el uso del elevador telescópico al mismo tiempo se evitan problemas que plantean obstáculos como escaleras estrechas y con giros complicados, ascensores pequeños o carencia de ascensores, etc., ya que el elevador transporta y entrega la carga por el exterior del edificio.
En España el primer elevador telescópico apareció en 1987, sin embargo su uso comienza a expandirse a finales de los 90.
Por todo ello también se ve que el elevador telescópico es otro ejemplo más para el reemplazo del trabajo muscular humano por la propulsión del motor de combustión o del motor eléctrico con el consiguiente crecimiento de consumo de los recursos energéticos y los consiguientes efectos medioambientales.

## Características técnicas

### Vehículo portador
El elevador telescópico suele estar montado sobre vehículo o remolque para su desplazamiento en vía. El vehículo / remolque portador ha de elegirse según el peso que tiene el elevador. La gama de vehículos aplicables va desde Pick Ups hasta camiones entre 9 y 13 toneladas y desde remolques ligeros hasta remolques pesados.
También hay elevadores tan pequeños, como los elevadores desmontables, que no necesitan vehículo portador. En vía se desplazan por ejemplo como carga de un remolque y se montan y desmontan en el lugar de trabajo. Elevadores desmontables suelen usarse para alturas y cargas pequeñas.

### Alturas
Dependiendo del modelo fabricado el elevador telescópico puede expandir sus rieles (altura de expansión) y subir las cargas a alturas desde pocos metros (elevadores para usos muy especiales) hasta típicamente unos 30 m. Pero la gama entera de estos elevadores comprende alturas que van más allá de 30 m hasta alturas de 64 m.

### Carga útil
Los elevadores más pequeños suelen poder aguantar una carga útil de 200 kg o 250 kg. Modelos más potentes suelen permitir una carga útil máxima de 300 kg o de 400 kg.

### Ángulos de trabajo
El ángulo de trabajo normalmente previsto es entre 60° y 90°. Con los rieles expandidos a este ángulo tampoco hace falta apoyar el paquete de rieles con soportes telescópicos, un accesorio adicional que llevan muchos elevadores, sobre todo los grandes. Con un ángulo de inclinación menor de 60° hace falta apoyar el paquete de rieles con los soportes telescópicos. Pero el trabajo con tales ángulos no es muy típico y se limita a situaciones de trabajo excepcionales.
La altura máxima de expansión de los rieles y la carga útil máxima van en función de este ángulo de inclinación. Los elevadores suelen tener un indicador para la función ángulo de inclinación - altura, carga útil.

## El elevador trabajando
Para el trabajo vehículo / remolque y elevador se estabilizan con estabilizadores hidráulicos o mecánicos. El proceso de estabilización tiene que resultar en una nivelación horizontal del elevador. Al igual que una escalera de un vehículo de bomberos los rieles del elevador telescópico se expanden hasta llegar al destino de la entrega (o recogida) de la carga. El cabezal del riel expandido superior se apoya firmemente en este destino.
La misma carga se transporta encima de una plataforma. Ya que los elevadores telescópicos no disponen de herramientas auxiliares como un brazo de grúa aún queda un único trabajo a mano: subir la carga a la plataforma y recogerla de ella. La misma plataforma está montada en un carro. Este carro sube y baja en los rieles expandidos.
La expansión de los rieles y el desplazamiento del carro se realizan con cables de acero o con engranaje de cremallera. Los cabrestantes de estos cables o el engranaje se propulsan
- con motores eléctricos o
- con motores hidráulicos de un sistema hidráulico (que por su parte es propulsado por otros motores) o
- directamente con el motor del vehículo que porta el elevador.

Para más facilidad del manejo de la carga la plataforma de muchos modelos se puede desplazar y girar encima de su carro.
El elevador y el balcón o la ventana por los que se entrega la mercancía tienen que encontrarse en una misma línea vertical. La separación entre vehículo y pared no puede ser más de 6 m.
La ubicación del elevador por supuesto tiene que carecer de obstáculos como árboles, cabinas telefónicas, señales de circulación, vehículos aparcados, etc. 
El espacio de los rieles expandidos y del camino de elevación de la plataforma igualmente tienen que carecer de obstáculos como por ejemplo árboles y sus ramas, cables eléctricos, toldos y banderolas de publicidad.
El balcón o la ventana tienen que tener un tamaño suficiente para poder pasar por ellos la carga.
- Datos: Q5829357